# Flores (departement)
Flores is een departement in het (zuid)westen van Uruguay. De hoofdstad is Trinidad.
Het departement heeft een oppervlakte van 5144 km² en heeft 25.050 inwoners (2011), waarvan ruim 20.000 in de hoofdstad. Flores is daarmee het dunstbevolkte departement van Uruguay. Het departement ontstond in 1885 toen het werd afgesplitst van San José en is vernoemd naar Venancio Flores.
Inwoners van Flores worden florenses genoemd in het Spaans.
Artigas · Canelones · Cerro Largo · Colonia · Durazno · Flores · Florida · Lavalleja · Maldonado · Montevideo · Paysandú · Río Negro · Rivera · Rocha · Salto · San José · Soriano · Tacuarembó · Treinta y Tres